# AGM-119 Penguin

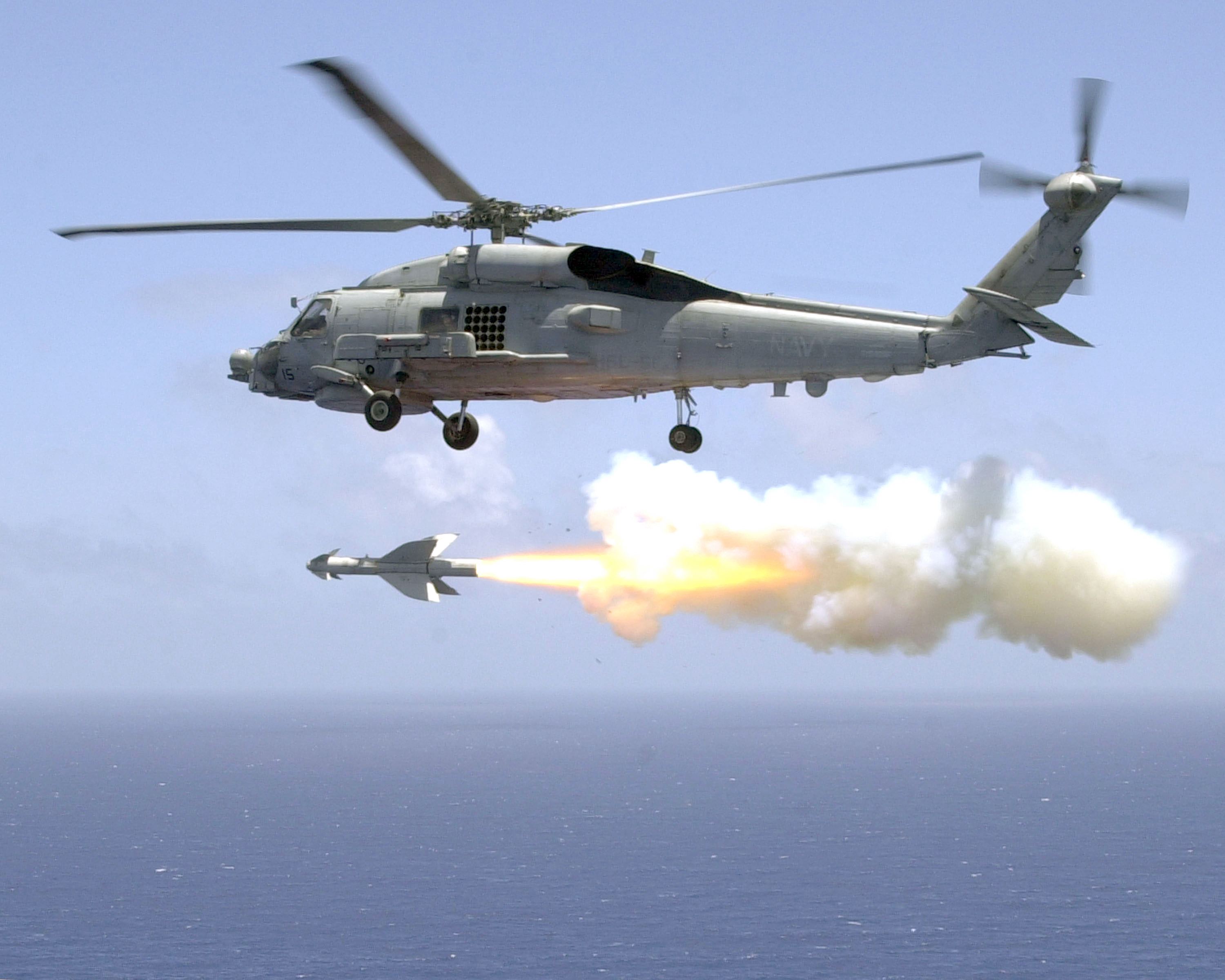
Start einer Penguin von einem Seahawk

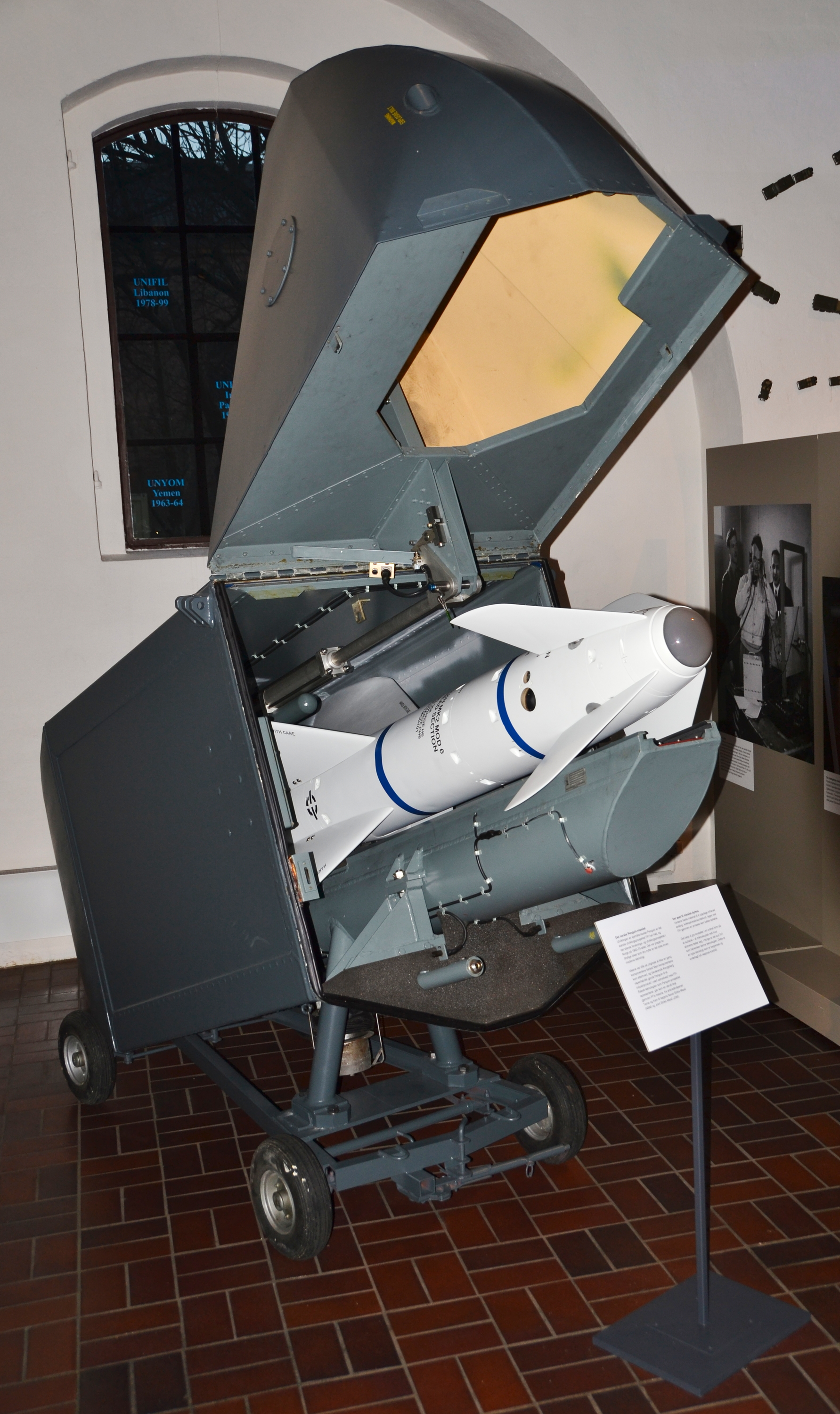
Eine Penguin Mk2 mod 6 mit Startbehälter

Unter dem Projektnamen Penguin begann Mitte der 1960er-Jahre im Auftrag der norwegischen Streitkräfte die Entwicklung einer Anti-Schiff-Rakete. Ursprünglich wurde die Rakete entwickelt, um von Schiffen bzw. von der Küste aus abgefeuert zu werden, die späteren Varianten der Mk. 2 bzw. die Mk. 3 konnten auch als Luft-Boden-Rakete eingesetzt werden.

## Versionen

### Mk 1
Ab 1972 wurde die Penguin bei der norwegischen Marine als von Küstenbatterien abzufeuernde Rakete eingesetzt. Sie war mit einem Infrarotsuchkopf ausgestattet. Der Gefechtskopf ist eine Weiterentwicklung des Mk.19, der auch schon in der AGM-12 Bullpup verwendet wurde. Er wiegt etwa 113 kg, wobei 43 kg nur auf den Sprengstoff entfallen. Die Mk. 1 konnte blind abgefeuert und dann in ein von einem Soldaten mit einem Infrarotstrahl markiertes Ziel geleitet werden. Daraus ergab sich für den Beschossenen eine kurze Vorwarnzeit. Ihre Reichweite betrug 20 km.

### Mk 2
Gegenüber der Mk. 1 wurde bei der Mk. 2 die Reichweite auf über 30 km gesteigert, auch der Suchkopf wurde überarbeitet, damit sich die Penguin besser zum indirekten Beschuss eignet. Sie wurde 1980 bei den norwegischen Streitkräften und ab 1987 in der US Navy als AGM-119 Penguin in Dienst gestellt. Die Mk. 2 wurde bis heute mehr als siebenmal (Mk. 2 Mod 7/ AGM-119B) modifiziert, eine davon war die Aufwertung zur Luft-Boden-Rakete. Die 1986 in Dienst gestellte Mod 7 ist sogar moderner als die Mk. 3, da ihre Entwicklung später begann als die der Mk. 3.

### Mk 3
Die Mk 3 ist die speziell für die norwegische Luftwaffe hergestellte Luft-Boden-Variante der Penguin, die nur von F-16-Kampfflugzeugen eingesetzt wird. Sie wurde 1987 in Dienst gestellt. Hauptunterschiede zur Mk. 2 waren ein verlängerter Rumpf, kürzere Flügel, nochmals vergrößerte Reichweite (40 km) und ein digitales Flugkontrollsystem. Die Mk. 3 kann als Sea Skimmer verwendet werden. Die Mk. 3 erhielt von den US-Streitkräften die Bezeichnung AGM-119A, wurde aber nie in Dienst gestellt.
Insgesamt sollen etwa 1200 Raketen vom Typ Penguin gebaut worden sein. Als Nachfolger für die Penguin wird die Naval Strike Missile angesehen, da die Penguin trotz diverser Updates mittlerweile in die Jahre gekommen ist.

## Einsatzländer
Norwegen
 Vereinigte Staaten

In mehreren Tranchen lieferte Kongsberg zwischen 1991 und 2001 ca. 142 AGM-119B (Mk. 2 Mod 7) an die United States Navy. Dort werden sie an der SH-60 Sea Hawk verwendet.
 Griechenland

In drei Tranchen wurde die griechische Marine mit 120 Mk. 2 Mod 7 beliefert. Diese werden an SH-60B/F Sea Hawk und auf Lenkwaffenschnellbooten der La-Combattante-III-Klasse benutzt.
 Schweden

Als Rb-12 wird die Penguin Mk. 2 Mod 7 in der schwedischen Marine bezeichnet. Es wurden 200 Stück für die zwölf Schnellboote der Hugin-Klasse gekauft. Die Hugin-Klasse hatte zwei Startcontainer an Bord und konnte insgesamt sechs Raketen transportieren.
 Türkei

Die türkische Marine bestellte 1971 ungefähr 60 Penguin Mk. 1 für die Kartal-Klasse und ab 2001 32 Mk. 2 Mod 7 für SH-60B Sea Hawk.
 Australien

Im Rahmen des SEA-1414-Projektes kaufte die Royal Australian Navy 84 Mk. 2 Mod 7 für ihre SH-2G Super Seasprite. Weiter wurde vereinbart, dass die Gefechtsköpfe der Penguin in Australien von der Firma ADI Ltd gefertigt werden. Für den Gefechtskopf wird PBXN-109-Sprengstoff verwendet.
 Spanien

Die spanische Marine bekam 2004 20 Mk. 2 Mod 7 für ihre SH-60B Sea Hawk geliefert. Spanien hat sich eine Option für weitere Penguin gesichert.
 Brasilien

Im Jahr 2008 bestellte Brasilien für die Marine (Marinha do Brasil) sechs SH-60B Sea Hawk sowie eine unbekannte Anzahl von Penguin Mk. 2 Mod 7 für ca. 20 Millionen US-Dollar.

## Verweise